# 千葉光行
千葉 光行（ちば みつゆき、1942年（昭和17年）7月20日 - ）は、日本の政治家、歯科医師。第22代千葉県市川市長（3期）を務めた。

## 来歴
千葉県市川市生まれ。1968年に東京歯科大学を卒業後、歯科医院長となる。
1987年に市川市議会議員に初当選する。その後、1991年から千葉県議会議員に転じた。県会議員在職中の1995年に歯学博士学位を取得した。
1997年、市川市長に当選、2009年まで務めた。